# Euplectes
Euplectes là một chi chim trong họ Ploceidae.

## Các loài
- Giáo sĩ mào vàng, Euplectes afer
- Giáo sĩ ngực lửa, Euplectes diadematus
- Giáo sĩ đen, Euplectes gierowii
- Giáo sĩ đỏ cánh đen, Euplectes hordeaceus
- Giáo sĩ đỏ miền bắc hay giáo sĩ cam, Euplectes franciscanus
- Giáo sĩ đỏ miền nam hay giáo sĩ đỏ, Euplectes orix
- Giáo sĩ Zanzibar, Euplectes nigroventris
- Giáo sĩ lưng vàng, Euplectes aureus
- Giáo sĩ vàng, Euplectes capensis
- Góa phụ đuôi quạt, Euplectes axillaris
- Góa phụ vai vàng, Euplectes macrourus
- Góa phụ cánh trắng, Euplectes albonotatus
- Góa phụ vòng cổ đỏ, Euplectes ardens
- Góa phụ đầm lầy, Euplectes hartlaubi
- Góa phụ vai nâu vàng, Euplectes psammocromius
- Góa phụ đuôi dài, Euplectes progne
- Góa phụ Jackson, Euplectes jacksoni

## Hình ảnh

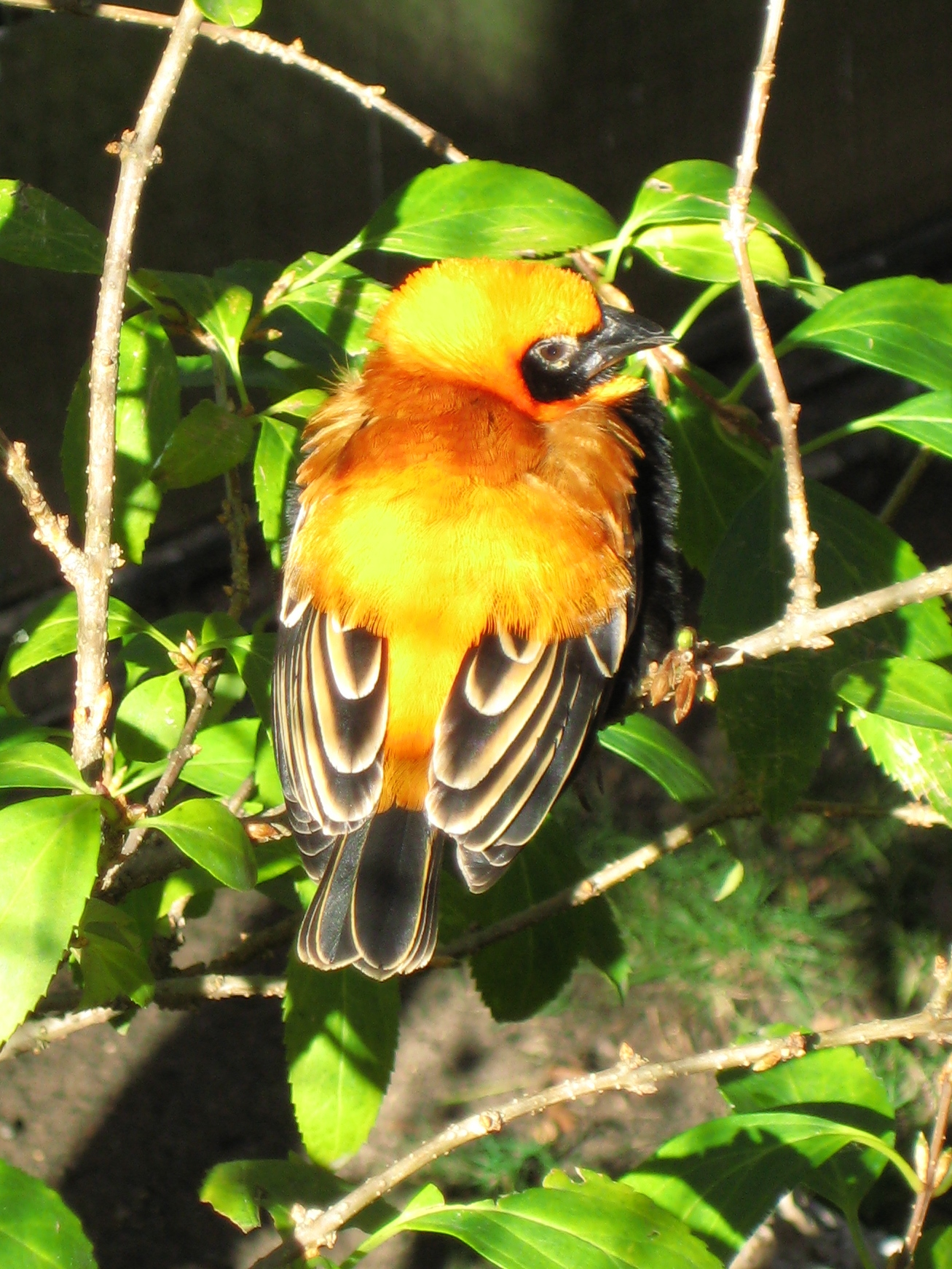
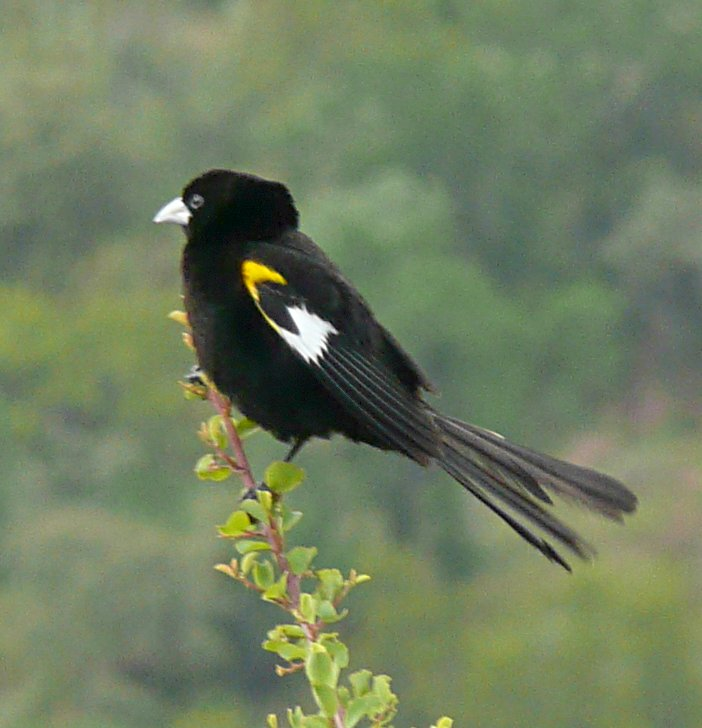
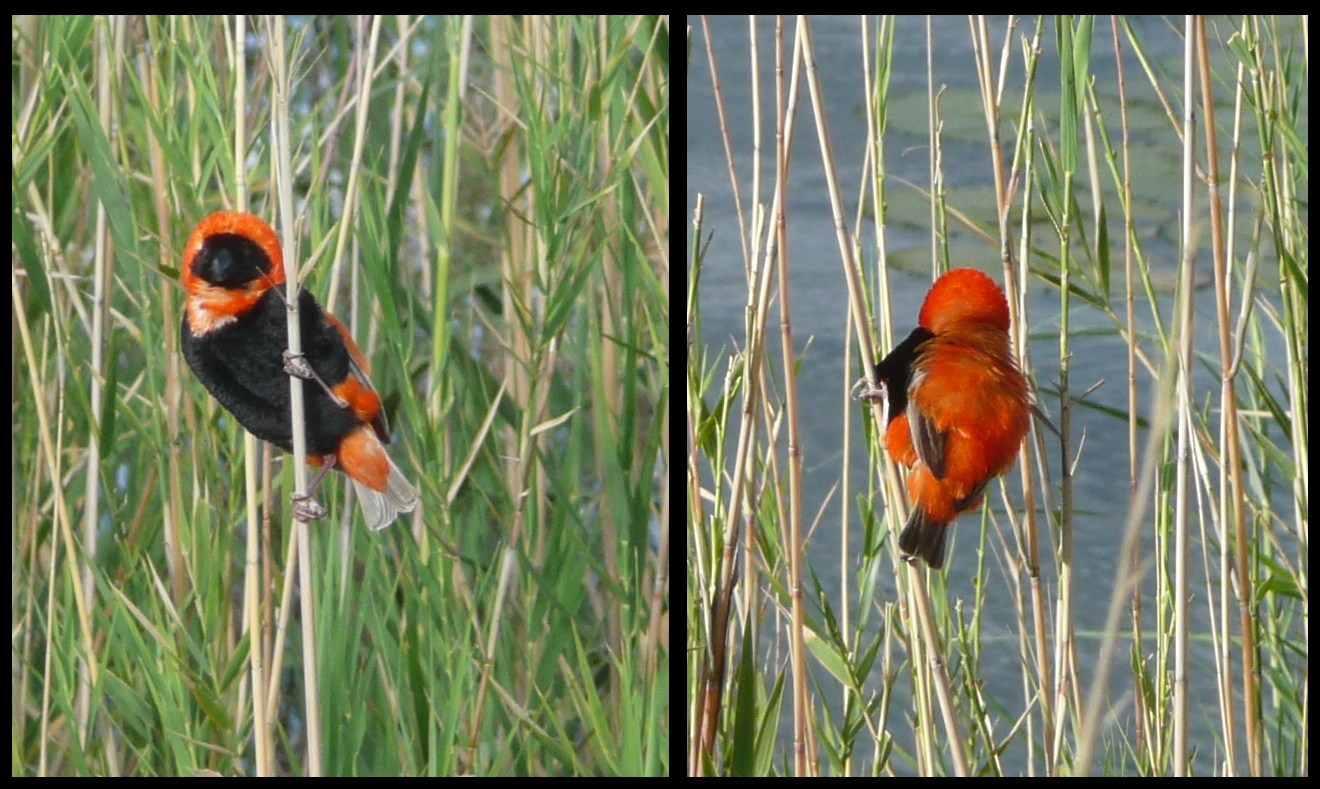
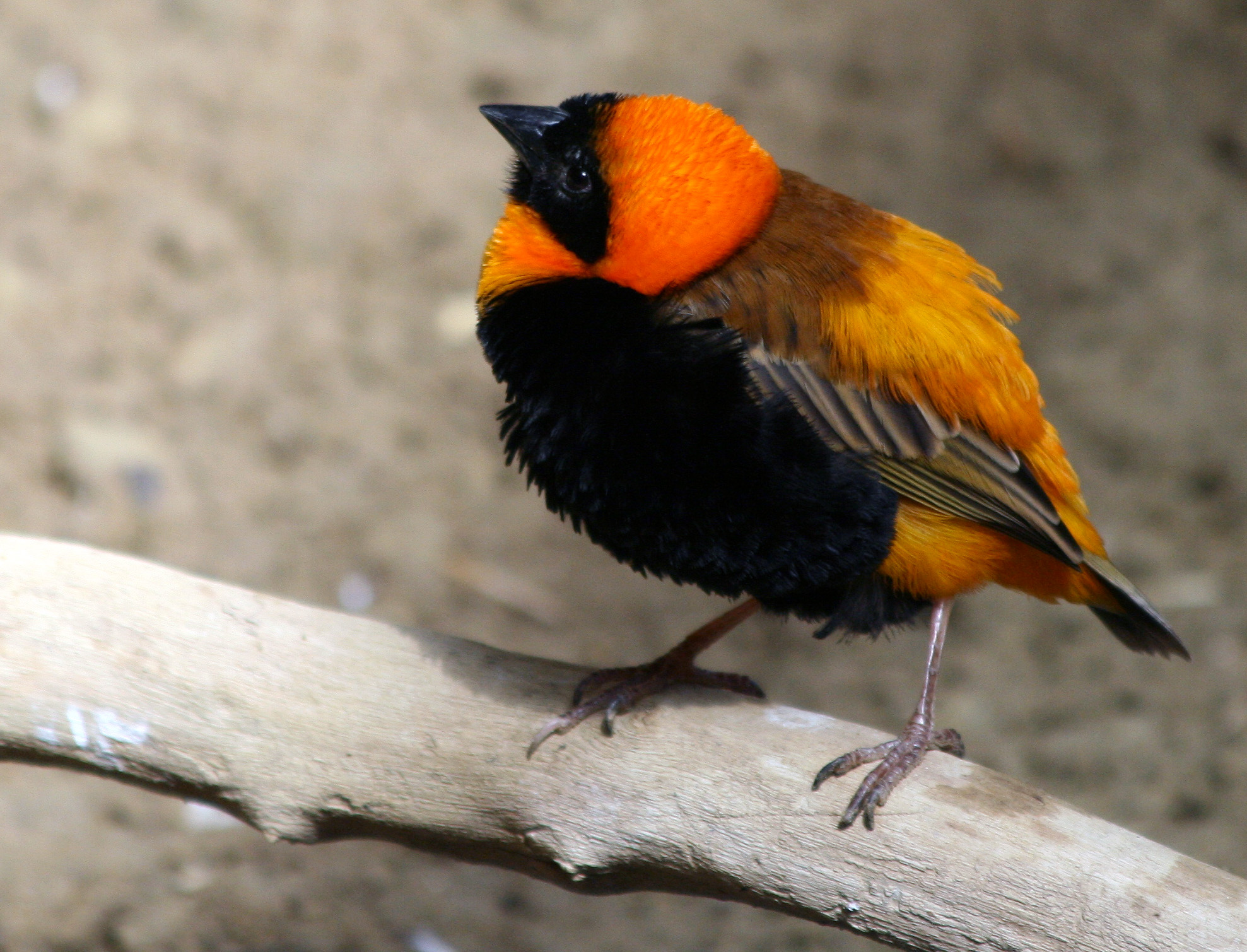
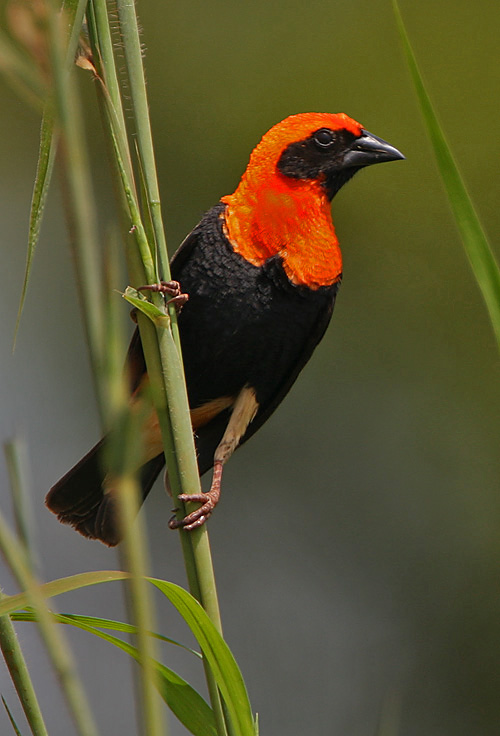
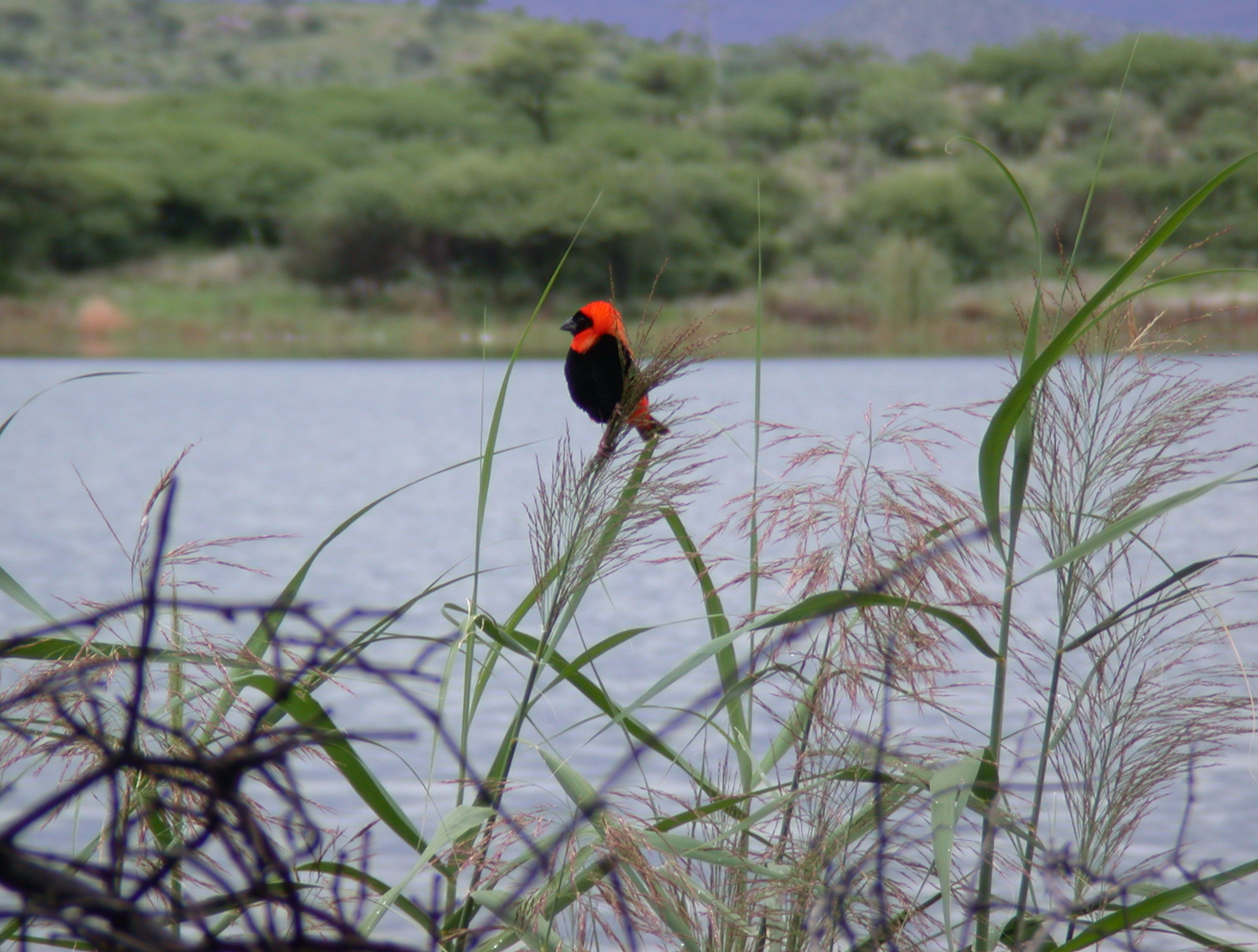